# Aleksander Makagonow
Aleksander Makagonow, po wojnie Aleksander Makagon ps. Wschód, Wieczór, TW Służby Bezpieczeństwa „Janek” (ur. 1 marca 1924 w Buksztelu, zm. 8 marca 1970 w Piotrkowie Trybunalskim) – żołnierz Armii Andersa, Polskich Sił Zbrojnych i Armii Krajowej, podporucznik łączności, cichociemny.

## Życiorys
Urodził się w rodzinie Aleksandra, urzędnika tartaków państwowych, i Marii z Maliszewskich. W 1939 roku ukończył 2. klasę gimnazjum nowego typu. W 1940 roku został zesłany w głąb ZSRR. Po podpisaniu układu Sikorski-Majski, w lutym 1942 roku wstąpił do Armii Andersa, przydzielono go do 10 pułku artylerii lekkiej 10 Dywizji Piechoty. W marcu 1943 roku przeniesiono go do Wielkiej Brytanii, gdzie został przydzielony do Sekcji Dyspozycyjnej Naczelnego Wodza.
Po przeszkoleniu w Łączności radiowej został zaprzysiężony 19 stycznia 1944 roku w Oddziale VI Sztabu Naczelnego Wodza i przeniesiony do Głównej Bazy Przerzutowej w Brindisi we Włoszech. Zrzutu dokonano w nocy z 16 na 17 października 1944 roku w ramach operacji „Poldek 1” dowodzonej przez por. naw. Stanisława Kleybora. Makagonow dostał przydział do Obwodu Piotrków Trybunalski AK, gdzie służył jako radiotelegrafista w plutonie radiołączności Oddziału V Łączności sztabu obwodu.
Po wojnie został sprzedawcą w Piotrkowskich Zakładach Szklarskich. W 1949 roku zdał maturę. W 1953 roku ukończył studia na Wydziale Architektury Politechniki Warszawskiej. Później pracował jako architekt i kierownik wydziału architektury w Biurze Projektów w Łodzi i Prezydium Rady Narodowej w Piotrkowie Trybunalskim. 
Był działaczem ZMP. W latach 1966–1970 (do lutego) współpracował z SB jako TW Janek.
Aleksander Makagonow był żonaty z Hanną Kasprzycką (1921–1979), z którą miał dwóch dwóch synów, w tym Jacka.

## Awans
- starszy strzelec – 15 sierpnia 1944 roku
- kapral – ze starszeństwem od 18 października 1944 roku[1]
- plutonowy – ze starszeństwem od 16 października 1944 roku[1]
- podporucznik –

## Ordery i odznaczenia
- Krzyż Srebrny Orderu Virtuti Militari (1948).